# Melanovanadit
Melanovanadit ist ein selten vorkommendes Mineral aus der Mineralklasse der „Oxide und Hydroxide“ mit der chemischen Zusammensetzung Ca[V+42|V5+2O10]·5H2O und ist damit ein wasserhaltiges Calcium-Vanadat, das kristallchemisch mit den Oxiden/Hydroxiden verwandt ist.
Melanovanadit kristallisiert im triklinen Kristallsystem und entwickelt bis zu zwei Millimeter lange prismatisch nach der c-Achse [001] gestreckte und gestreifte Kristalle in sternförmigen oder rosettenartigen Aggregaten. Das Mineral ist im Allgemeinen schwarz und undurchsichtig, zeigt aber dünnen Kanten eine durchscheinend dunkelrötlichbraune Farbe. Die Oberflächen der Kristalle weisen einen schwachen Metallglanz auf.

## Etymologie und Geschichte
Erstmals entdeckt wurde das Mineral 1920 durch den für die Vanadium Company tätigen Ingenieur W. S. Hutchinson in der Minas Ragra bei Cerro de Pasco in Peru. Er übergab die drei entdeckten Mineralproben an Waldemar Lindgren zur Analyse, der bestätigen konnte, dass es sich hier um ein bisher unbekanntes Mineral handelte.
Lindgren nannte das Mineral Melanovanadit in Anlehnung an dessen schwarze Farbe (griech. μέλας mélas „schwarz“) sowie dem in der chemischen Formel enthaltenen Element Vanadium und publizierte seine Ergebnisse 1921 in der Proceedings of the National Academy of Sciences.  
Typmaterial des Minerals wird an der Harvard University in Cambridge, Massachusetts unter der Katalog-nr. 90452, im American Museum of Natural History in New York City unter der Katalog-Nr. 19310 sowie im National Museum of Natural History in Washington, D.C. unter den Katalog-Nr. 138067 und 160076 in den USA aufbewahrt.

## Klassifikation
Bereits in der veralteten, aber noch gebräuchlichen 8. Auflage der Mineralsystematik nach Strunz gehörte der Melanovanadit zur Mineralklasse der „Oxide und Hydroxide“ und dort zur Abteilung der „Vanadiumoxide (Polyvanadate mit V4+/5+)“, wo er als einziges Mitglied die unbenannte Gruppe IV/G.10 bildete.
Die seit 2001 gültige und von der International Mineralogical Association (IMA) verwendete 9. Auflage der Strunz’schen Mineralsystematik ordnet den Melanovanadit ebenfalls in die Abteilung der „V[5,6]-Vanadate“ ein. Diese ist allerdings weiter unterteilt nach der Struktur der Vanadatkomplexe, so dass das Mineral entsprechend seinem Aufbau in der Unterabteilung „Schichtvanadate (Phyllovanadate)“ zu finden ist, wo es als einziges Mitglied die unbenannte Gruppe 4.HE.05 bildet.
Die vorwiegend im englischen Sprachraum gebräuchliche Systematik der Minerale nach Dana ordnet den Melanovanadit dagegen in die Klasse der „Phosphate, Arsenate und Vanadate“ und dort in die Abteilung der „Vanadium-Oxysalze“ ein. Hier ist er als einziges Mitglied in der unbenannten Gruppe 47.03.06 innerhalb der Unterabteilung „Vanadium-Oxysalze (wasserhaltig)“ zu finden.

## Kristallstruktur
Melanovanadit kristallisiert trikin in der Raumgruppe P1 (Raumgruppen-Nr. 2) mit den Gitterparametern a = 6,36 Ångström, b = 18,09 Å, c = 6,28 Å, α = 110,18°, β = 101,62° und γ = 82,86° sowie zwei Formeleinheiten pro Elementarzelle.
Innerhalb der Struktur existiert eine Unterstruktur, die der chemischen Formel CaV4O10 · 5 H2O entspricht und eine Schichtstruktur aufweist. 
Das im Mineral enthaltene Wasser wird beim Erhitzen nach und nach abgegeben. Ab 200 bis 250 °C ist alles Wasser aus dem Kristall entwichen und das Mineral erscheint in der Röntgenbeugung amorph.

## Eigenschaften
Melanovanadit ist leicht löslich in Salpetersäure (HNO3), Salzsäure (HCl) und verdünnter Schwefelsäure (H2SO4), wobei sich die Lösung grün färbt.

## Bildung und Fundorte
Melanovanadit bildete sich als Sekundärmineral in vanadiumreichen gealterten Schiefergesteinen oder bei den Funden in Colorado in Uran-Vanadium-Ablagerungen. Als Begleitminerale traten hier Gips, Kupfer, Pascoit, Patrónit, Pyrit und Sherwoodit auf.
Als seltene Mineralbildung konnte Melanovanadit nur an wenigen Orten nachgewiesen werden, wobei bisher (Stand 2017) rund 20 Fundorte bekannt sind. Seine Typlokalität Minas Ragra ist dabei der bisher einzige bekannte Fundort in Peru.
Weitere bisher bekannte Fundorte sind die „Mounana Mine“ bei Franceville in Gabun, Prachovice in der Pardubitzer Region (Böhmen) in Tschechien sowie einige Minen in den Lukachukai-Mountains im Apache County von Arizona, die „Garfield Mine“ im gleichnamigen County und mehrere Minen im Montrose County von Colorado sowie einige Minen im Grand County und San Juan County von Utah.